# Tóxico (película)
Tóxico es una película argentina de cine fantástico y comedia romántica de 2020. El guion fue escrito por Ariel Martínez Herrera, quien también estuvo a cargo de la dirección del film. Es protagonizada por Jazmín Stuart, Agustín Rittano y Victoria Cabada. Se estrenó el 23 de abril del 2020 y fue vista por 60.000 personas en la plataforma CINE.AR, generando casi 2 millones de pesos.
La película es una producción de MiduJunco Producciones, con la colaboración del INCAA.

## Sinopsis
Durante una sorpresiva epidemia de insomnio, que deviene en una catástrofe que altera la vida tal como se la conoce, Laura y Augusto huyen de Buenos Aires para escapar de la enfermedad.

## Reparto
- Jazmín Stuart como Laura
- Agustín Rittano como Augusto
- Martín Garabal
- Marcelo D'Andrea
- Alejandro Jovic
- Jorge Prado
- Sebastián Carbone